# Gerald Lorenz
Gerald Lorenz (* 2. Dezember 1937 in Berlin; † 31. März 2023) war ein deutscher Politiker (SPD).

## Leben
Lorenz besuchte ein Gymnasium und legte 1956 das Abitur ab. Er studierte Elektrotechnik und Wirtschaftsingenieurwesen. Später wurde er freiberuflicher Dolmetscher und Berufsberater. 1967 trat er der SPD bei. Lorenz wurde 1971 Geschäftsführer einer Großhandelsfirma und zwei Jahre später Vorsitzender der SPD Schöneberg. 1974 wechselte er als kaufmännischer Angestellter zu einer Einzelhandelsfirma. Bei der Berliner Wahl 1975 wurde er in das Abgeordnetenhaus von Berlin gewählt. Lorenz übergab 1980 den Vorsitz der SPD Schöneberg an Otto Edel, im selben Jahr wurde er Inhaber einer Firma. 1985 schied er aus dem Parlament aus.